# Alexandre Chichkov
Pour les articles homonymes, voir Chichkov.
Alexandre Semionovitch Chichkov (en russe : Александр Семёнович Шишков, translittération : Aleksandr Semënovič Šiškov), né le 9 mars 1754, mort le 9 avril 1841 à Saint-Pétersbourg.
Amiral, homme politique, philologue, écrivain, linguiste russe, membre honoraire de l'Académie des Sciences impériale de Russie (1800), ministre de l'Instruction publique de 1824 à 1828, membre du Collège de l'Amirauté (1798), président de l'Amirauté (1813 à 1841), président de l'Académie impériale de Russie (1813-1841), historiographe de la marine (1790) et membre du Conseil d'État (1814).
Alexandre Semionovitch Chichkov est l'auteur de pièces de théâtre, de poèmes et de livres pédagogiques pour enfants.

## Biographie
Alexandre Semionovitch Chichkov, issu d'une ancienne famille noble de Russie, étudia au Corps naval des Cadets. Il en sortit diplômé en 1772 avec le grade d'aspirant de marine. Quelques années plus tard, à son tour, il devint enseignant à cette école militaire. En 1771, avec ses camarades, il fut envoyé à Arkhangelsk et, l'année suivante, fut promu sous-officier. En 1776, Chichkov fut nommé commandant de la frégate Aigle du Nord et, avec trois autres navires, appareilla à Cronstadt pour effectuer une expédition en Méditerranée. Il passa le détroit des Dardanelles et navigua en mer Noire. Au cours de ce voyage de trois ans, il se familiarisa avec le paysage politique de l'Italie, de Grèce et de Turquie. Son hostilité envers les Français date de cette époque, et elle est largement décrite, car il vit des chapelles grecques mutilées par des inscriptions impies en français. De retour en Russie, Alexandre Chichkov fut élevé au grade de sous-lieutenant et enseigna la tactique au Corps des cadets de la marine. C'est de cette époque que date son intérêt pour la littérature. Il traduisit la Bibliothèque de l'enfance de Joachim Heinrich Kampe et ses ouvrages connurent un grand succès et, pendant un grand nombre d'années, permirent aux enfants d'apprendre à lire et écrire. Au début de son activité littéraire, Chichkov écrivit une petite comédie, Nevolnichestvo, dédiée à la Grande Catherine, en hommage à l'impératrice qui avait fait don d'une importante somme d'argent pour le rachat d'esclaves chrétiens détenus à Alger (1780).
Chichko commanda la frégate Nicolas pendant la guerre russo-suédoise (1788-1790), au grade de capitaine (deuxième rang), sous les ordres de l'amiral Tchitchagov. Il prit part à la bataille de la baie de Vyborg, le 4 juillet 1790, et à la bataille de Revel le 13 mai 1790. En 1798, Paul Ier le nomma membre du Collège de l'Amirauté, et en 1790, historiographe de la mer.
Alexandre Chickhov devient adjudant-général. En 1798, il est décoré de l'Ordre de Sainte-Anne (première classe) et est élevé au grade de vice-amiral. La même année, il est admis comme membre du Conseil d'administration de l'Amirauté. En 1801, le vice-amiral se félicitait de l'accession au trône d'Alexandre Ier, mais très rapidement, il s’avère que ses convictions conservatrices ne correspondaient pas aux exigences du nouvel empereur.
L'amiral Chichkov quitta la vie publique et figura dans les rangs des personnalités mécontentes. Il se tourna de nouveau vers les études littéraires. En 1803, il devint une des têtes pensantes des idéologues conservateurs, occupant alors un poste au Département des forêts. En 1807, l'amiral Chichkov organisa des réunions littéraires et en 1810, celles-ci devinrent publiques. Ces réunions avaient pour but de conforter le sentiment patriotique de la société russe en utilisant la langue et la littérature russe. Le 9 avril 1812, il fut nommé secrétaire d'État. Il rédigea alors des décrets, des édits et des manifestes. Nommé Président de l'Académie impériale de Russie en 1813, il occupa ce poste jusqu'à sa mort en 1841. En 1814, il fut admis au Conseil d'État.
Il fut ministre de l'Instruction publique de 1824 à 1828, et en 1826 dirigea la Commission pour le développement des nouvelles lois pour tous les établissements d'enseignement.
Il faisait aussi partie de ceux qui, en 1826, siégèrent à la Cour pénale chargée de juger les Décembristes. En 1828, l'amiral Chichkov prit sa retraite.

## Décès et inhumation
Alexandre Semionovitch Chichkov mourut le 9 avril 1841 à Saint-Pétersbourg et est inhumé dans une crypte du monastère Alexandre-Nevski.

## Œuvres
- In	Сочиненія и переводы, Издаваемые россійскою Академіею (Compositions et traductions publiées par l'Académie russe) en 1805 et 1806 : la critique de Petr Karabanov, , un discours prononcé par Georges, archevêque de Biélorussie, un discours de louanges à Pierre Ier de Russie , des vers de Mikhaïl Kheraskov dédiés à l'impératrice Maria Fedorovna, un éloge à Mikhaïl Lomonossov, une inscription à sa mémoire, trois poèmes de Deřavin, et le chant XVI de l'Iliade traduit par Chichkov.

## Distinctions
- 1798 : Ordre de Sainte-Anne (première classe) avec épée « de bravoure »
- Ordre de Saint-Vladimir (première classe)
- Ordre de Saint-Alexandre Nevski (avec diamants)

## Sources
- (ru) Cet article est partiellement ou en totalité issu de l’article de Wikipédia en russe intitulé « Шишков, Александр Семёнович » (voir la liste des auteurs).